# 王爺宮 (臺南市)
王爺宮，是臺灣臺南市六甲區的一個傳統地域名稱，位於該區中部。相較於今日行政區，其範圍大致包括王爺里西南大半部不含西邊北半部凸出部分的北端及南端、甲東里東部邊界地帶南半段。
本地區大多位於烏山頭水庫集水區內，境內主要聚落為東膏蚋。工業技術研究院六甲院區設於本地區西部邊界地帶北側。

## 歷史
台灣日治初期，王爺宮地區為一街庄，稱為「王爺宮庄」（舊制街庄），隸屬於赤山堡。該庄昔日北與果毅後庄為鄰，東北與水流東庄為鄰，東與九重橋庄為鄰，南邊為笨潭庄，西南邊為社仔庄，西邊為烏山頭庄、七甲庄、六甲庄。
1901年（日治明治三十四年）11月11日，全台廢縣廳改設二十廳，該庄隸屬於鹽水港廳。1904年（明治三十七年）4月1日，該庄編入「九重橋區」，隸屬於鹽水港廳。1906年（明治三十九年）4月1日，鹽水港廳內管轄區域調整，該庄改隸屬於「六甲區」。1909年（明治四十二年）10月25日，全台合併二十廳為十二廳，六甲區改隸屬於臺南廳。1920年（大正九年）10月1日，全台地方制度大改正，廢十二廳改設五州二廳，該庄改制為「王爺宮」大字，隸屬於臺南州曾文郡六甲庄（新制街庄）。
戰後六甲庄改制為六甲鄉，隸屬於臺南縣，大字亦改制為村。1950年（民國39年）10月25日，雲、嘉、南分治，六甲鄉仍隸屬於臺南縣。2010年（民國99年）12月25日，臺南縣、市合併為直轄臺南市，六甲鄉改制為六甲區，村亦改制為里。

## 聚落
本地區發展較早的聚落為東膏蚋，在日治期初期的官方地圖上已有記載。

## 交通
市道174號是蘆竹溝至橫路的道路，經過本地區北部邊界地帶。由該道路西行可前往六甲區六甲市區、下營區、學甲區、北門區南部，並止於溪底寮地區的蘆竹溝聚落；東行可前往東山區東南部，並止於下南勢地區橫路聚落附近的市道175號路口。

## 廟宇
- 王爺宮：位於本地區東部東膏蚋聚落北郊，創建於1716年（清康熙五十五年）為地名源由

## 水利設施
- 烏山頭水庫：水域的北半部位於本地區境內

## 公務機關
- 臺南市政府警察局麻豆分局王爺派出所（已廢除）

## 產業
- 工業技術研究院六甲院區（大部分，一小部分位於本地區西鄰六甲地區境內）